# Đông Hải, thành phố Thanh Hóa
Đông Hải là một phường thuộc thành phố Thanh Hóa, tỉnh Thanh Hóa, Việt Nam.

## Địa lý
Phường Đông Hải nằm ở phía đông thành phố Thanh Hóa, có vị trí địa lý:
- Phía đông giáp xã Hoằng Quang với ranh giới là sông Mã
- Phía tây giáp phường Đông Hương
- Phía nam giáp các phường Đông Sơn và Quảng Hưng
- Phía bắc giáp phường Nam Ngạn.

Phường Đông Hải có diện tích 6,70 km².

### Dân cư
Tính đến ngày 31/12/2022, phường Đông Hải có quy mô dân số là 16.210 người (bao gồm dân số thường trú là 12.996 người, dân số tạm trú quy đổi là 3.214 người), mật độ dân số đạt 2.419 người/km².
Theo Tổng điều tra dân số và nhà ở năm 2019, phường Đông Hải có dân số là 9.819 người. Mật độ dân số đạt 1.466 người/km².
Dân số năm 2012 là 16.100 người, mật độ dân số đạt 2.375 người/km².
Dân số năm 2009 là 8.754 người, mật độ dân số đạt 1.280 người/km².
Dân số năm 1999 là 7.712 người, mật độ dân số đạt 1.127 người/km².

## Lịch sử
Địa bàn phường Đông Hải ngày nay vốn là một phần của xã Đông Hương thuộc huyện Đông Sơn (nay là phường Đông Hương thuộc thành phố Thanh Hóa).
Đến tháng 10 năm 1953, chia xã Đông Hương thành 2 xã Đông Hương và Đông Hải (thuộc huyện Đông Sơn). Xã Đông Hải bao gồm đất của 5 làng: Ái Sơn, Đồng Lễ, Lai Thành, Lễ Môn, Sơn Vạn.
Ngày 28 tháng 8 năm 1971, Thủ tướng Chính phủ ra Nghị quyết số 226/TTg. Theo đó, sáp nhập xã Đông Hải vào thị xã Thanh Hóa.
Ngày 19 tháng 8 năm 2013, thành lập phường Đông Hải thuộc thành phố Thanh Hóa trên cơ sở toàn bộ diện tích tự nhiên và dân số của xã Đông Hải.

## Hành chính
Phường Đông Hải được chia thành 8 tổ dân phố: Ái Sơn 1, Ái Sơn 2, Đồng Lễ, Lai Thành, Lễ Môn, Sơn Vạn, Tân Thành, Xuân Minh.

## Kinh tế – xã hội
Địa bàn phường nằm dọc theo đại lộ Lê Lợi, dẫn xuống khu công nghiệp Lễ Môn và thành phố Sầm Sơn.
Trên địa bàn phường Đông Hải có nhiều khu đô thị như: Vinhomestar city, Khu đô thị Mê linh Plaza, Khu đô thị 199, Tòa chung cư Xuân Mai, AT Home...
Trên địa bàn còn có các tòa nhà Trung tâm Hành chính thành phố Thanh Hóa, Công an thành phố, Ban Chỉ huy quân sự thành phố, Công an Phòng cháy chữa cháy, Phòng Cảnh sát Quản lý hành chính, Tòa nhà Công nghệ thông tin tỉnh Thanh Hóa, Tòa nhà Đoàn đại biểu Quốc hội và Hội đồng nhân dân tỉnh Thanh Hóa.
Ngoài ra còn là nơi tọa lạc của khách sạn Centrar, khách sạn Phượng Hoàng, siêu thị BigC,...
Đông Hải nằm bên tuyến kênh Nhà Lê, là tuyến đường thủy đầu tiên trong lịch sử Việt Nam từ kinh đô Hoa Lư đến Đèo Ngang và được xem là tuyến đường Hồ Chí Minh trên sông vì những đóng góp cho các cuộc chiến tranh của người Việt.